# Тети (Нуоро)
Тети (итал. Teti) је насеље у Италији у округу Нуоро, региону Сардинија.
Према процени из 2011. у насељу је живело 684 становника. Насеље се налази на надморској висини од 673 м.

## Становништво
Према резултатима пописа становништва 2011. у општини је живело 690 становника.
| 1931. | 1936. | 1951. | 1961. | 1971. | 1981. | 1991. | 2001. | 2011. |
| ----- | ----- | ----- | ----- | ----- | ----- | ----- | ----- | ----- |
| 749   | 769   | 909   | 1.057 | 807   | 867   | 866   | 807   | 690   |